# Угырчин
Угырчин (болг. Угърчин) — город в Болгарии. Находится в Ловечской области, входит в общину Угырчин. Население составляет 2659 человек (2022).

## Политическая ситуация
Кмет (мэр) общины Угырчин — Валентин Стайков Вылчев (независимый) по результатам выборов в правление общины.